# Riodocea
Riodocea là một chi thực vật có hoa trong họ Thiến thảo (Rubiaceae).

## Loài
Chi Riodocea gồm các loài: